# 架空のオペラ
『架空のオペラ』（かくうのオペラ）は、沢田研二の22作目となるオリジナル・アルバム。
1985年9月21日に東芝EMI／イーストワールドからリリースされた。

## 解説
この年、沢田はザ・タイガース時代から所属していた渡辺プロダクションから独立し、個人事務所「株式会社ココロ」を設立した。同時にレコード会社もポリドール（現ユニバーサルミュージック）から東芝EMIに移籍し、本作は移籍後、初めての作品。
本作がオリコンアルバムチャートで最後のTOP10入りとなった。
先行シングルは「灰とダイヤモンド」。作詞・作曲者である李花幻は「良い加減」をもじった沢田のペンネームで、歌詞があまりにも当時の沢田の真情をリアルに描いているため、あえて沢田本人のみならずファンにも作品から距離を置かせるために用いたという説がある。
全楽曲の作曲・編曲を大野克夫が手掛けている（「灰とダイヤモンド」は編曲のみ）。

## 収録曲
- 全編曲：大野克夫

1. 指
作詞：松本一起／作曲：大野克夫
2. はるかに遠い夢
作詞：阿久悠／作曲：大野克夫
3. 灰とダイヤモンド
作詞・作曲︰李花幻
4. 君が泣くのを見た
作詞：松本一起／作曲：大野克夫
5. 吟遊詩人
作詞：阿久悠／作曲：大野克夫
6. 砂漠のバレリーナ
作詞：松本一起／作曲：大野克夫
7. 影 - ルーマニアン・ナイト
作詞：李花幻／作曲：大野克夫
8. 私生活のない女
作詞：高橋研／作曲：大野克夫
9. 絹の部屋
作詞：及川恒平／作曲：大野克夫